# 桜井まちこ
桜井 まちこ（さくらい まちこ）は、日本の漫画家。北海道出身で現在は札幌市在住。

## 人物
ディズニー・ピクサー映画『トイ・ストーリー』のおもちゃの熱烈なコレクターとしても有名。
中日ドラゴンズのマスコットキャラクタードアラとガチャピンが大好きで、とくにガチャピンは「師匠」と呼ぶほど好き。

## 作品一覧
- ココロの花
- まけない気持ち
- 好きな人。
- 12/24. 好きな人。
- To Heart 恋して死にたい（原作・小松江里子、テレビドラマの漫画化）
- ハニィ（全3巻）
- WARNING
- 冬の塵
- 自転車泥棒
- H-エイチ-（全6巻）
- ハッピィ
- ラブトーク（『H-エイチ-』の番外編）
- Code Name K（『H-エイチ-』の番外編）
- クレバス
- minima!（全4巻）
- 17 （全5巻）
- ウソツキチョコレート（全3巻、原作・イアム、エブリスタの小説の漫画化）